# دیوان برید
دیوان برید سازمانی اداری مختص دولت بود، که تحت ریاست صاحب دیوان البرید قرار داشت و اصحاب البرید که در شهرستان‌ها ساکن بودند، از صاحب دیوان البرید که در مرکز مستقر بود، اطاعت می‌کردند. مأموران برید به کارگزار و نامه‌یر تقسیم می‌شدند که گروه دوم به صورت پیاده یا سواره، مرسولات پستی را به مقصد می‌رساندند. صاحب برید به علت اینکه جاسوس مخصوص دربار نیز بود و از این طریق وظایف حساسی را بر عهده داشت، همواره با خلیفه، شاه یا سلطان در ارتباط بود و بدین صورت دو وظیفهٔ نامه‌بری و جاسوسی وی در هم می‌آمیخت. به وسیلهٔ این افراد اطلاعاتی گوناگونی پیرامون امیران، کارگزاران و طغیان و توطئه‌هایشان، مأموران خراج، وضعیت کارمندان دولتی و کیفیت زندگی عامهٔ مردم، قاضیان و مستغلات دولتی، به مرکز حکومت می‌رسید.